# Лапшёв, Пётр Владимирович
Пётр Влади́мирович Лапшёв (22 января 1914, Мусо́рка, Самарская губерния — 3 сентября 1952, Куйбышев) — участник Великой Отечественной войны, Герой Советского Союза.

## Биография
Родился в крестьянской семье, окончил сельскую школу, до войны работал в колхозе. Как опытный тракторист получил бронь, на фронт попал только в декабре 1942 года. Наводчик орудия 1326-го лёгкого артполка 71-й лёгкой артбригады 5-й гвардейской артдивизии прорыва 52-й армии 2-го Украинского фронта. Ефрейтор.
В 1943 году во время боёв за освобождение Смоленщины совершил вместе с орудием вылазку в тыл врага. Протащил пушку по водосточному тоннелю под путями у железнодорожной станции и открыл огонь одновременно с основным артобстрелом, находясь в тылу врага.
Во время одного из боёв, командуя орудийным расчётом, прикрывал отступление советских войск, двое суток сдерживая продвижение врага. Гонец с приказом об отступлении погиб. Расчёт, сражаясь до последнего снаряда, уничтожил два немецких танка («Тигр») и броневик. Отстреливаясь из стрелкового оружия, потратив все гранаты, отступили и скрылись вместе с орудием в лесу. Пушку решили не бросать, а на себе тащить к своим. Двое суток отходили лесными тропами, затем переплавляли орудие через реку. Пётр Лапшёв в этом бою был ранен, в госпитале узнал, что их расчёт в части уже считали погибшими.
За этот бой Лапшёв получил звание Героя Советского Союза, четверо его бойцов были награждены орденами.
После войны жил и работал в Куйбышеве часовым мастером.

## Награды
- Герой Советского Союза — № 3779 от 24 марта 1945,
- орден Ленина (24.3.1945),
- орден Красной Звезды (09.04.1945),
- орден Славы 3-й степени (20.07.1944).

## Память
Именем Лапшёва названа улицы в Тольятти и в родном селе Мусо́рке.
В 2014 году в Мусорке прошёл юношеский турнир по самбо имени Петра Лапшёва.